# Bohuslavice (Šumperk)
Bohuslavice (in tedesco Bohuslawitz) è un comune della Repubblica Ceca facente parte del distretto di Šumperk, nella regione di Olomouc.